# Västra Fisksjön
Västra Fisksjön är en sjö i Ragunda kommun i Jämtland och ingår i Indalsälvens huvudavrinningsområde. Sjön har en area på 0,65 kvadratkilometer och ligger 338,9 meter över havet. Sjön avvattnas av vattendraget Kvarnån.

## Delavrinningsområde
Västra Fisksjön ingår i det delavrinningsområde (699876-148488) som SMHI kallar för Utloppet av Västra Fisksjön. Medelhöjden är 391 meter över havet och ytan är 7,04 kvadratkilometer. Räknas de 5 avrinningsområdena uppströms in blir den ackumulerade arean 45,24 kvadratkilometer. Kvarnån som avvattnar avrinningsområdet har biflödesordning 2, vilket innebär att vattnet flödar genom totalt 2 vattendrag innan det når havet efter 166 kilometer. Avrinningsområdet består mestadels av skog (78 procent). Avrinningsområdet har 0,65 kvadratkilometer vattenytor vilket ger det en sjöprocent på 9,2 procent.